# Polyalthia florulenta
Polyalthia florulenta är en kirimojaväxtart som beskrevs av Cheng Yih Wu och Ping Tao Li. Polyalthia florulenta ingår i släktet Polyalthia och familjen kirimojaväxter. Inga underarter finns listade i Catalogue of Life.